# Бланкенхајм (Ар)
Бланкенхајм (њем. Blankenheim) општина је у њемачкој савезној држави Северна Рајна-Вестфалија. Једно је од 11 општинских средишта округа Ојскирхен. Према процјени из 2010. у општини је живјело 8.411 становника. Посједује регионалну шифру (AGS) 5366008, NUTS (DEA28) и LOCODE (DE CKH) код.

## Географски и демографски подаци
Бланкенхајм се налази у савезној држави Северна Рајна-Вестфалија у округу Ојскирхен. Општина се налази на надморској висини од 455 метара. Површина општине износи 148,6 km².

## Становништво
У самом мјесту је, према процјени из 2010. године, живјело 8.411 становника. Просјечна густина становништва износи 57 становника/km².

## Међународна сарадња
| Мјесто   | Држава  | Врста сарадње | Од    |
| -------- | ------- | ------------- | ----- |
| Завентем | Белгија | партнерство   | 1964. |
| Извор    |         |               |       |